# Chiesa di Santa Maria della Celestia
La chiesa di Santa Maria Assunta in Cielo, ovvero Santa Maria Celeste, vulgo Celestia era un edificio religioso di Venezia.
L'edificio sorgeva a Castello e si affacciava sull'omonimo campo, poco più a est di San Francesco della Vigna.

## Storia
Fondata nel 1119 dai Celsi, fu conclusa nel 1239 sotto il dogato di Jacopo Tiepolo.
Già nel 1237 le fu annesso un convento di monache cistercensi, giunte da Piacenza e dipendenti dall'abbazia di Chiaravalle della Colomba. Non passò molto tempo che le religiose si fecero conoscere per la loro immoralità, tanto da essere più volte (ma vanamente) riprese dalle autorità ecclesiastiche. Frattanto, all'inizio del Quattrocento, erano passate sotto la giurisdizione della diocesi di Castello.
Nel 1569 la chiesa venne colpita da un furioso incendio scaturito dal vicino Arsenale. Nel 1581 iniziò quindi una riedificazione su disegno di Vincenzo Scamozzi che si ispirava al Pantheon di Roma. Tuttavia gli attriti scoppiati tra le monache e l'architetto fecero venir meno il progetto: i lavori si bloccarono e a partire dal 1606, nuovamente demolita, fu rifabbricata a croce latina venendo consacrata nel 1611.
Nel 1810, sotto Napoleone, il complesso fu chiuso per passare alla Marina. Successivamente la chiesa fu demolita.

## Edificio
L'ultima ricostruzione aveva prodotto un edificio a croce latina con tre cappelle di fronte e tre per ogni lato. All'interno erano conservate opere di Andrea Vicentino, Jacopo Palma il Giovane, Antonio Foler e Domenico Chiesa. Vi erano inoltre sepolti l'umanista Trifone Gabriel, l'ammiraglio Carlo Zeno e il doge Lorenzo Celsi, ma con la demolizione della chiesa le loro spoglie furono trasferite nell'ossario di Sant'Ariano e lì disperse.
Resiste ancora il chiostro del convento, realizzato nel 1571 da Andrea Palladio.